# 孙用和
孙用和（1944年8月—），中华人民共和国男性政治人物，江西分宜人，中国共产党党籍。

## 生平
生于江西省分宜县苑坑，曾任中共分宜县委书记，江西省人民政府副省长，江西省人大常委会副主任等职务。